# لميس كان
لميس كان (19 ديسمبر 1995 -) هي مغنية وممثلة وعارضة أزياء مصر.

## حياتها ونشأتها
ولدت في دمشق 19 ديسمبر 1995نشأت في عائلة فنية، كان والدها عازف عود، ووالدتها مغنية، ظهرت موهبتها الفنية منذ الصغر، أحبت الغناء والراقصات الأستعراضية، وشاركت في العديد من المسابقات الفنية المحلية، حصلت لميس على الثانوية من مدرسة دمشق الخاصة، ثم التحقت بكلية الآداب جامعة دمشق قسم اللغة العربية، ولم تنهي الدارسة في النصف الثاني من السنة الدراسية الثانية بسبب الأعمال الفنية.
انفصلت عن زوجها بعد مرور شهر فقط على زواجها.

## مسيرتها
- بدأت لميس مشوارها الفني عام 2016 حيث شاركت في مسابقة ملكة جمال العرب التي أقيمت في القاهرة[13]، وفازت باللقب لتصبح أول سورية تفوز بهذا اللقب.
- بعد فوزها بلقب ملكة جمال العرب، بدأت لميس كان مسيرتها الفنية في مجال الغناء[14]، حيث أصدرت أول أغنية لها بعنوان مسيطرة عام 2022 وحققت نجاًحا كبيًرا[15]، حيث حققت الأغنية أكثر من 340 مليون مشاهدة على قناة اليوتيوب، وتصدرت الترند في العديد من الدول العربية.
- عملت لميس عارضة أزياء، وشاركت في العديد من الأعلانات للعالمات التجارية المختلفة.[16][17]

## أعمالها
- فيلم تصبح على خير 2016.[18]
- أغنية مسيطرة 2022.[19]
- أغنية متمكنة 2022.
- أغنية مسيطرة 2 2023.
- أغنية مسيطرة 2022.[20]
- أغنية متمكنة 2023.[21]
- أغنية بص في عينيه 2023.
- أغنية شغل سيما 2022.[22]
- أغنية يا حبيبي 2023.
- أغنية زي الجن من فيلم جوازة توكسيك.[23]